# Haplolabida indivisa
Haplolabida indivisa là một loài bướm đêm trong họ Geometridae.